# بابا تششمة
بابا تششمة (بالفارسية: باباچشمه) هي مستوطنة تقع في قسم آذري الريفي (مقاطعة إسفراين) في إيران. يقدر عدد سكانها بـ 93 نسمة بحسب إحصاء 2016.